# Eberhard Isbrand Ides
Eberhard Isbrand Ides ou Evert Ysbrants (Ysbrandszoon) Ides, né en 1657 et mort en 1708 à Arkhangelsk, est un marchand, voyageur et diplomate danois. 

## Biographie
Eberhard Isbrand Ides est originaire du Holstein-Glückstadt. En 1687, il s'installe dans le quartier allemand (Nemetskaïa sloboda) de Moscou. En 1692, il voyage comme envoyé russe auprès de l'empereur Kangxi en Chine. Il doit y négocier des relations commerciales entre la Chine et la Russie. Il retourne en Russie en 1694 et en 1698 fonde une fabrique d'armes et de poudre dans un village nommé Glinkow. En 1700, il devient commissaire de l'Amirauté à Arkhangelsk, ambassade dont fait partie Cornelis de Bruijn et en 1704 administrateur des tarifs d'exportation pour Arkhangelsk.
Ides a été l'un des premiers Européens à décrire le désert de Gobi. En 1698, Dreijahrige Reise Nach China, une description en allemand du voyage,est publiée pour la première fois avec des descriptions de la Sibérie et du nord de la Chine. Son récit est paru en traduction française, ainsi que dans l'ouvrage de l'auteur néerlandais Cornelis de Bruijn, Voyage de Corneille Le Brun par la Moscovie, en Perse, et aux Indes Orientales (6 parties en 2 volumes), publié à Amsterdam en 1718.

## Hommage
Le genre Idesia est décrit en 1866 par Carl Maximowicz et dédié à Ides.